# Milan Jovanović
Milan "Lane" Jovanović (nascut a Bajina Bašta, Iugoslàvia, el 18 d'abril del 1981), és un futbolista professional serbi que actualment juga d'extrem o davanter esquerre al Liverpool FC de la Premier League. Jovanovic, també juga per la selecció de Sèrbia des del 2007.